# Holzheim (Landkreis Donau-Ries)
Holzheim ist eine Gemeinde und deren Hauptort im schwäbischen Landkreis Donau-Ries.

## Geografie

### Lage
Holzheim liegt in der Planungsregion Augsburg.

### Gemeindegliederung
Die Gemeinde hat acht Gemeindeteile (in Klammern ist der Siedlungstyp angegeben):
- Bastlmühle (Einöde)
- Bergendorf (Dorf)
- Holzheim (Pfarrdorf)
- Pessenburgheim (Kirchdorf)
- Riedheim (Dorf)
- Stadel (Kirchdorf)
- Todtenheim (Einöde)
- Wickesmühle (Einöde)

Es gibt die Gemarkungen Bergendorf, Holzheim, Pessenburgheim, Riedheim und Stadel.
Der früher amtlich benannte Ortsteil Lehmühle wurde dem Hauptort Holzheim zugeschlagen.

### Nachbargemeinden
- Baar (Schwaben), Landkreis Aichach-Friedberg
- Münster, Landkreis Donau-Ries
- Pöttmes, Landkreis Aichach-Friedberg
- Rain, Landkreis Donau-Ries

## Geschichte

### Bis zur Gemeindegründung
Die Gemeinde gehörte in etwa zum Rentamt München und zum Landgericht Rain des Kurfürstentums Bayern. Im Zuge der Verwaltungsreformen in Bayern entstand mit dem Gemeindeedikt von 1818 die heutige Gemeinde.

### Kreiszugehörigkeit
Bis 1880 gehörte die Gemeinde zum Bezirksamt Aichach, danach zum Bezirksamt/Landkreis Neuburg an der Donau. Zum 1. Juli 1972 wurde die Gemeinde im Zuge der Gebietsreform in Bayern dem Landkreis Donau-Ries, der bis zum 1. Mai 1973 die Bezeichnung Landkreis Nördlingen-Donauwörth trug, zugeschlagen.

### Eingemeindungen
Im Zuge der Gebietsreform in Bayern wurden am 1. Januar 1976 die Gemeinden Bergendorf, Riedheim und Stadel eingegliedert. Am 1. Mai 1978 kam noch Pessenburgheim hinzu. Am 1. Juli 2014 bekam Holzheim noch eine Teilfläche von 0,6 km² des ehemaligen gemeindefreien Gebietes Brand zugeschlagen.

### Einwohnerentwicklung
Zwischen 1988 und 2018 wuchs die Gemeinde von 1036 auf 1159 um 123 Einwohner bzw. um 11,9 %.
- 1840: 0367 Einwohner[7]
- 1871: 0332 Einwohner[8]
- 1885: 0376 Einwohner[9]
- 1900: 0313 Einwohner[10]
- 1925: 0350 Einwohner[11]
- 1939: 0326 Einwohner[9]
- 1950: 0429 Einwohner[12]
- 1961: 0352 Einwohner[13]
- 1970: 0361 Einwohner[14]
- 1987: 1006 Einwohner[15]
- 1991: 1077 Einwohner
- 1995: 1173 Einwohner
- 2000: 1145 Einwohner
- 2005: 1167 Einwohner
- 2010: 1136 Einwohner
- 2015: 1147 Einwohner
- 2018: 1159 Einwohner

## Politik und Öffentliche Verwaltung

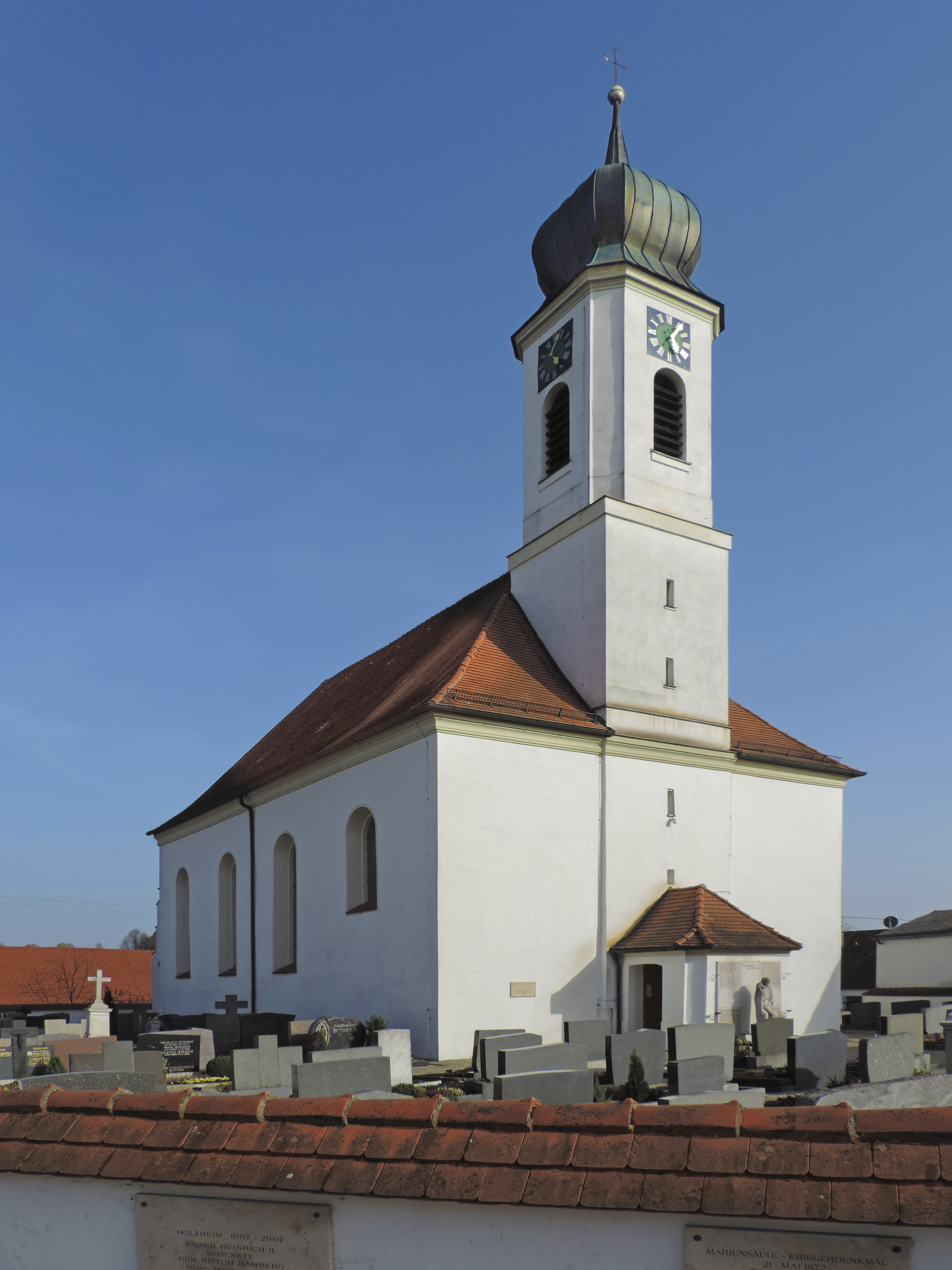
Kirche Mariae Himmelfahrt

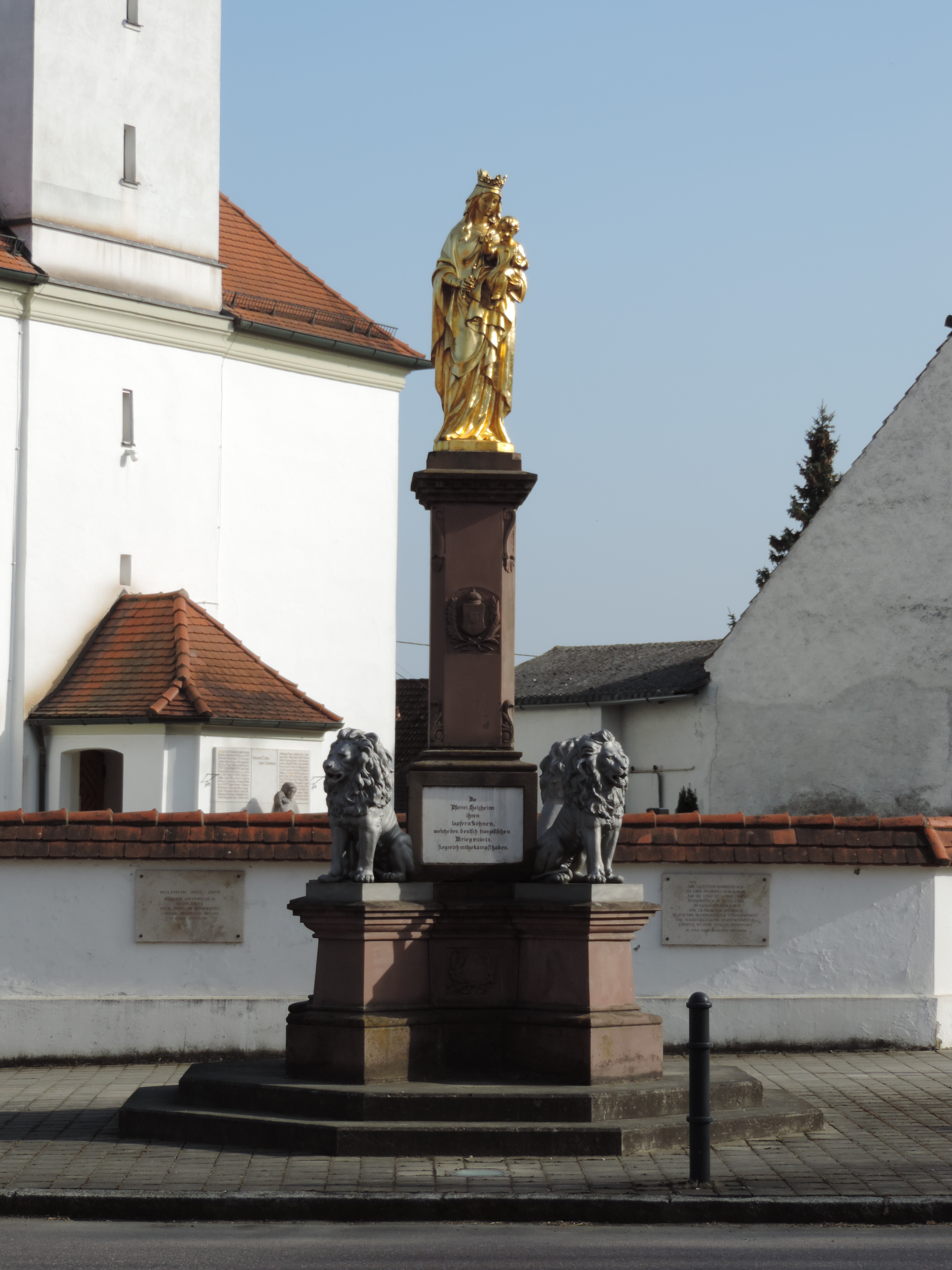
Kriegerdenkmal und Mariensäule von 1872, Wahrzeichen in der Ortsmitte

Die Gemeinde ist Mitglied der Verwaltungsgemeinschaft Rain.
Erster Bürgermeister seit dem Gemeinde-Zusammenschluss war vom 5. April 1976 bis 30. April 1996 Anton Schenk (1924–2015, CSU). Dessen Nachfolger Robert Ruttmann (CSU), im Amt vom 1. Mai 1996 bis 30. April 2020, wurde 2002, 2008 und 2014 wieder gewählt.
Am 15. März 2020 wurde Josef Schmidberger (parteilos) ohne Mitbewerber zum Ersten Bürgermeister gewählt; dessen Amtszeit begann am 1. Mai 2020.
Sitzverteilung im Gemeinderat (Kommunalwahl 2014)
- CSU: 5 Sitze
- Freie Wähler Gemeinschaft: 4 Sitze
- Junge Parteiunabhängige Wähler: 3 Sitze

Sitzverteilung im Gemeinderat (Kommunalwahl 2020)
- CSU: 3 Sitze
- Freie Wähler Gemeinschaft: 5 Sitze
- Junge Parteiunabhängige Wähler: 4 Sitze

Die Gemeindesteuereinnahmen betrugen im Jahr 2018 insgesamt 2.243.000 €, davon waren 1.197.000 € (netto) Gewerbesteuereinnahmen. Die Gemeinde liegt seit mehreren Jahren sehr deutlich über der durchschnittlichen Steuerkraft vergleichbarer Kommunen.

### Wappen
| Wappen von Holzheim (Landkreis Donau-Ries) | Blasonierung: „Durch einen schmalen silbernen Wellenpfahl gespalten von Blau und Rot, vorne fünf, 2:1:2 gestellte fünfstrahlige, goldene Sterne, hinten eine silberne Kanne.“ |
| Wappen von Holzheim (Landkreis Donau-Ries) | Wappengeschichte: Das Gemeindewappen enthält Symbole aus verschiedenen Adelswappen, deren Familien für die Ortsgeschichte wichtig waren. Die fünf Sterne stammen aus dem Wappen der Riederer von Paar, die im Mittelalter als Hofmarksinhaber nachweisbar sind. Sie sind als Pfleger von Rain und Landvögte von Neuburg überliefert. Die fünf Sterne stehen außerdem für die fünf Gemeindeteile. Die Kanne ist dem Wappen der Herren von Holzheim entnommen, die Ministerialen der Grafen von Graisbach waren. Sie werden bereits 1193 urkundlich erwähnt und zählen zu den ältesten Geschlechtern im Rainer Winkel. Im Jahr 1449 starb die Familie in der männlichen Linie aus. Die Holzheimer führten in ihrem Wappen eine Gießkanne. Grabsteine der Familie sind an der Außenwand der Pfarrkirche von Holzheim noch zu sehen. Der silberne Wellenpfahl weist auf die durch das Gemeindegebiet fließende Kleine Paar. Dieses Wappen wird seit 1988 geführt. |

## Wirtschaft und Infrastruktur

### Wirtschaft einschließlich Land- und Forstwirtschaft
Zahlen der sozialversicherungspflichtigen Arbeitsplätze:
- 2000: 168
- 2007: 266
- 2010: 328
- 2011: 369
- 2012: 385
- 2013: 407
- 2014: 472
- 2015: 552
- 2016: 582
- 2017: 628
- 2018: 671
- 2019: 732
- 2020: 740
- 2021: 803

Von den Beschäftigten des Jahres 2019 waren 16 in der Land- und Forstwirtschaft, 572 in der Produktion, 116 in Handel, Verkehr und Gastgewerbe sowie 28 in sonstigen Branchen tätig. Die Tendenz ist weiter steigend. Größter Arbeitgeber ist die Unsinn Fahrzeugtechnik GmbH, ein Hersteller von Pkw-Anhängern.
Von den Einwohnern standen 543 in einem sozialversicherungspflichtigen Beschäftigungsverhältnis (30. Juni 2019), so dass die Zahl der Einpendler um 187 höher war als die Zahl der Auspendler.

### Bildung
Es gibt folgende Einrichtungen:
- Kindertageseinrichtung: 80 Kindergarten- und Krippenplätze, 63 Plätze belegt (Stand 1. März 2020)
- Grundschule: sechs Lehrkräfte, fünf Klassen mit 95 Schülern (Schuljahr 2020/2021)[21]

## Persönlichkeiten

### Söhne und Töchter der Gemeinde
Der ehemalige Landtagsabgeordnete Helmut Guckert wurde in der ehemaligen Gemeinde Riedheim geboren.

### Ehrenbürger
- Josef Häfele (* 31. Mai 1892; † 3. August 1980), Ortspfarrer vom 28. Dezember 1926 bis 28. Dezember 1972
- Johann Hofstetter (* 13. Juli 1910; † 30. Juli 2006), Hauptlehrer
- Josef Wöppel (* 1934; † 2019), Ortspfarrer vom 28. Dezember 1972 bis 30. September 2010
- Ulrich Stöckl OSB (* 24. Mai 1924 in Pessenburgheim; † 24. April 2021 in Tansania), Benediktiner-Missionar aus der Erzabtei Sankt Ottilien

Die Bürgermedaille wurde bisher fünfmal verliehen: Willibald Miehle, Leonhard Wiedmann (beide 2008), Pater Vitus Sedlmair, Nikolaus Säckler (beide 2013) und Leonhard Unsinn (2018).